# 好萊塢不滅樂團
好萊塢不滅樂團（英語：Hollywood Undead）是來自美國加利福尼亞洛杉磯由6名成員組成的樂隊，他們都戴著面具以掩藏他們的真實身份。2005年建隊時有7人，shady jeff 退出後成為6人樂隊。2010年Deuce退出並加入Danny。2017年Da Kurlzz退出。
樂隊成員目前由Charlie Scene，Danny，Funny Man，J-Dog和Johnny 3 Tears組成。

## 簡介
他們有著自己鮮明的個性：糅合了嘻哈，機床和金屬風格， 以吼叫嗓音+和諧的吉他旋律+快節奏的riff讓人為之振奮，拖著情緒朋克和鞭笞金屬的小影子，卻大受人們喜愛。2005年6月3日，他們在供應上建了網頁，上傳幾首重金屬與嘻哈混合的原創音樂作品。很快，每天幾百條評論，幾千個“添加為好友”的請求，幾萬次的點擊率，使他們登上了供應樂隊排行榜，從第十二名躍到第一，許多全球知名的樂隊都成了他們的手下敗將。樂隊在全球共售出150萬張專輯，僅美國本土就達100萬張。

## 經歷

### 2005年：樂隊組成及成員變動
樂隊建成於2005年，樂隊成員J-Dog 在Shave雜誌的採訪上說，“幾乎所有當時在屋裡會玩樂器的人都成為樂隊的一員”。Shady Jeff離開樂隊的原因並未公佈，他現在是一名工程師，致力於將柴油車改造成植物油動力車，後還為此還登上了CNN，接受了專訪。

### 2007年：第一第二張專輯及正式簽約
樂隊僅用裡一年完成他們的首張專輯《Swan Songs》，但花了兩年尋找一個不懂和他們合作的唱片公司Myspace Records，之後因為公司試圖和諧他們的首張專輯，樂隊便迅速與公司解約。他們後來簽約了A&M/Octone Records，《Swan Songs》終於在2008年9月2日上市。它在推出的第一周便登上了Billboard 200的第22名，首周銷量達21 000張。隨後它在英國於2009年五月18日上市，並添加了兩首特別單曲。

### 2009年：發行CD/DVD
2009年6月23日，樂隊通過iTunes Store發行了《Swan Songs B-Sides EP》。
2009年11月10日，發行了CD/DVD 《Desperate Measures》。這套光盤包裹了全新的六首單曲，其中的3首是翻唱。這張光盤還包裹了《Swan Songs》裡的六首歌的現場版，和其中《Every where I Go》的Remix。DVD的部分包裹了樂隊的一次全程表演。在2009年12月，樂隊在Rock on Request Awards 上贏得了最佳饒舌/搖滾樂隊。在《Desperate Measures》發行的第一周，就達到了Billboard200 的第29名。同時在Billboard 搖滾樂專輯的表單上獲得第10位，非主流音樂榜單的第8位，硬搖滾榜單的第五位，電子樂的第15位。

### 2010年：成員第二次變動及後續事件
2010年早期，樂隊的主唱Deuce 因為音樂分歧離開了樂隊。在這之前人們就發現Deuce 沒有參加Vatos Locos 的巡演。在巡演結束後的幾個星期，樂隊找到了他們的老朋友，Daniel Murillo 來代替Deuce 的位置。在這不久前，Daniel 剛通過了美國偶像第九期的面試但決定退出比賽來加入Hollywood Undead。Daniel 也曾是Lorene Drive 的主唱，但他在那個樂隊的活動因為加入Hollywood Undead 而暫停。Deuce 出了一首名叫《Story of a Snitch》 的歌，歌中說自己被踢出了樂隊。Hollywood Undead 簡單的忽略了這件事說「我們跟他不一般見識。」，後來被問到「若有機會同台演出將會如何面對？」，他們亦表示持歡迎態度。在1月中旬，樂隊正式聲明Daniel 為樂隊的一員，以”Danny“的名字活動。
2010年7月18日，Byan Stars在YouTube上發佈了訪問Hollywood Undead 的影片解釋Deuce 離團事件。Johnny 3 Tears 和Da Kurlzz 告訴採訪者，樂隊要不停滿足Deuce 。Da Kurlzz 說「真糟糕，如果他還在我們身邊，我不認為會有這些記錄。」、「我們都要退一步來配合Deuce 。」。Charlie Scene 說「Deuce 想在巡迴賽上有自己的私人助理。我們都沒有個人助理，我們不是自大狂。我們並不需要，他還想要樂團付錢，做了差不多四個月。之後我們都說，『我們不會支付800美元一周讓你朋友去巡迴演出 。』直至我們去機場飛去參加下一次巡演，Deuce 也沒露面。我們就像『我們他*的該怎麼辦？』，我們打電話給Deuce ，他沒有回答。所以在巡演的前2個星期，我代唱了他所有的部分。」Johnny 3 Tears 對這個話題感到厭煩，說：「只要是他不喜歡的，我們就得做一些事情來讓他開心。他還稱所有歌曲都是自己寫、所有成就都是因為自己。」樂隊都不想再繼續這個話題，也不願再說太多細節。

### 2015年：發佈第四張錄音室專輯
2015年3月31日，發行了他們的第四張錄音室專輯《Day of the Dead》並加入新曲《Usual Suspect》、《Gravity》、《How We Roll》、《Live Forever》和《Disease》。

### 2017年：成員第三次變動及回應
2017年，樂隊的鼓手Da Kurlzz 因為想追求其他路線而離團。在Johnny 3 Tears的一份聲明中，他表示： 「沒什麼好說的。他想做別的事情。我們永遠是朋友，但有時人的生活總會改變。這就是在這種情況下發生的事情。有時候我告訴自己不想繼續巡迴演出。第二天我告訴自己，這是不正確的。保持真實的自我，不做自己不想做的事情是很重要的。沒有憤怒或其他什麼的 ，我們相處得很好。」

## 音樂作品

### 錄音室專輯
- Swan Songs (2008)
- American Tragedy (2011)
- Notes from the Underground (2013)
- Day of the Dead (2015)

## 獎項與榮耀
| 年份 | 提名           | 獎項                        | 結果 | 年度 |
| ---- | -------------- | --------------------------- | ---- | ---- |
| 2011 | "Been to Hell" | AOL Radio：2011年十大搖滾歌 | 獲獎 | 5th  |